# Урал (регіон)
Урал — географічний регіон в Росії, розташований між Східноєвропейською та Західносибірською рівнинами. Основна частина цього регіону — гірська система. На сході регіону також розташована частина басейну річки Урал, що впадає в Каспійське море.